# Macario IV Tawil
Macario IV, nato Macarios Tawil (Damasco, 1750 circa – Deir-el-Moukhallés, 15 dicembre 1815), è stato arcieparca di Zahleh e Furzol e nono patriarca della Chiesa melchita.

## Biografia
Macarios Tawil nacque attorno al 1750 a Damasco. Entrò nell'Ordine Basiliano del Santissimo Salvatore; ne fu superiore generale dal 1804 al 1807 e dal 1810 al 1812. Fu consacrato dal patriarca Agapio III Matar arcieparca di Zahleh e Furzol nel 1811.
Alla morte del patriarca Atanasio V Matar, il sinodo elettorale si riunì nel monastero del Santissimo Salvatore (Deir-el-Moukhallés) ed il 10 dicembre 1813 elesse nuovo patriarca Macarios Tawil. Egli pose la sede patriarcale nel monastero del Santissimo Salvatore.
Come consuetudine, gli atti della sua elezione furono inviati a Roma per essere approvati dalla Santa Sede. Ma poiché l'elezione fu particolarmente agitata, papa Pio VII sospese la conferma in attesa di chiarimenti sullo svolgimento dell'elezione.
In attesa della conferma romana, che non arrivò prima della sua morte, Macario IV provvide la sede di Beirut, che era rimasta vacante dopo l'elezione patriarcale di Ignazio Sarrouf, di un nuovo vescovo nella persona di Théodose Badra, consacrato nel 1814.
Il patriarcato di Macario IV durò due anni, funestati dalla peste e dalle prime persecuzioni che si abbatterono sulla Chiesa melchita e che durarono fino ai primi anni trenta dell'Ottocento. Morì il 15 dicembre 1815 nel monastero del Santissimo Salvatore e fu sepolto nella chiesa del convento.

## Genealogia episcopale e successione apostolica
La genealogia episcopale è:
- Vescovo Filoteo di Homs
- Patriarca Eutimio III di Chios
- Patriarca Macario III Zaim
- Vescovo Leonzio di Saidnaia
- Patriarca Atanasio III Dabbas
- Vescovo Néophytos Nasri
- Vescovo Efthymios Fadel Maalouly
- Patriarca Cirillo VII Siage, B.S.
- Patriarca Agapio III Matar, B.S.
- Patriarca Macario IV Tawil, B.S.

La successione apostolica è:
- Arcivescovo Théodose Badra, B.C. (1814)